# Rawa Jaya (Pemulutan)
Rawa Jaya is een bestuurslaag in het regentschap Ogan Ilir van de provincie Zuid-Sumatra, Indonesië. Rawa Jaya telt 597 inwoners (volkstelling 2010).